# Cat Stevens
Yusuf Islam (tên khai sinh Steven Demetre Georgiou, sinh ngày 21 tháng 7 năm 1948), thường được gọi theo tên trước đây là Cat Stevens, là một ca sĩ kiêm nhạc sĩ người Anh, một nghệ sĩ sử dụng được nhiều nhạc cụ, một nhà giáo dục, nhà từ thiện, và đáng chú ý là việc ông đã cải đạo sang đạo Hồi.
Đầu những năm 1970, album của ông có tên gọi Tea for the Tillerman và Teaser and the Firecat đều được chứng nhận bạch kim x3 (triple platinum) của RIAA tại Mỹ. Năm 1972, album Catch Bull at Four của ông đã bán được nửa triệu bản trong 2 tuần đầu phát hành và được xếp vào album số 1 của Billboard trong 3 tuần liên tiếp. Ông cũng đạt được 2 giải sáng tác của ASCAP trong những năm tiếp theo cho bài The First Cut Is the Deepest, đây một là bài hit single cho 4 nghệ sĩ khác nhau.
Stevens chuyển sang đạo Hồi vào tháng 12 năm 1977  và đổi tên thành Yusuf Islam vào năm kế đó. Năm 1979, ông bán đấu giá tất cả cây đàn guitar của mình cho hoạt động từ thiện  và rời bỏ sự nghiệp âm nhạc để cống hiến bản thân cho mục đích giáo dục và từ thiện trong cộng đồng Hồi giáo. Ông đã được trao nhiều giải thưởng cho công việc của mình trong việc thúc đẩy hòa bình thế giới, bao gồm cả giải thưởng World Award 2003, Man for Peace Award năm 2004, giải thưởng Địa Trung Hải vì Hòa bình năm 2007. Năm 2006, ông trở lại với nhạc pop với album đầu tiên của mình bao gồm các bài pop trong vòng 28 năm, có tựa là An Other Cup. Tại thời điểm đó, ông chính thức dùng tên Yusuf. Album gần đây nhất của ông, có tên Roadsinger, được phát hành vào ngày 5 tháng 5 năm 2009.

## Thời thơ ấu (1948-1965)
Steven Georgiou sinh ra ở Marylebone, London, Anh, là con thứ tư trong một gia đình, cha là người Hy Lạp-đảo Síp, tên là Stavros Georgiou (s. năm 1900), và mẹ là người Thụy Điển, tên Ingrid Wickman (s. năm 1915).. Ông có một chị gái, Anita, và em trai, David. Gia đình họ sống bên trên Moulin Rouge, một nhà hàng mà cha mẹ của ông quản lý ở cuối phía Bắc của Shaftesbury Avenue, đây là một đoạn đường bộ ngắn từ Piccadilly Circus ở khu vực nhà hát Soho của London. Tất cả các thành viên trong gia đình làm việc trong nhà hàng. Cha mẹ ông ly dị khi ông được khoảng 8 tuổi, nhưng họ vẫn tiếp tục duy trì nhà hàng của gia đình và sống bên trên đó.Mặc dù cha của ông theo Chính thống giáo Hy Lạp và mẹ của ông là một người theo đạo Baptist Thụy Điển, Georgiou đã được gửi đến một trường Công giáo, đó là trường tiểu học Công giáo La Mã Thánh Giuse ở đường Macklin, nơi đây gần nơi kinh doanh của cha mình ở Drury Lane. Georgiou đã bộc lộ mối quan tâm đến piano khi còn khá trẻ, bằng cách sử dụng cây đàn grand piano trẻ em của gia đình để tạo ra các hợp âm, vì không có ai chơi tốt hơn để dạy cho ông. Lấy cảm hứng từ sự nổi tiếng của The Beatles, ở tuổi 15 ông đã mở rộng sự quan tâm của mình đến đàn guitar, ông đã thuyết phục được cha mình trả 8bảng để mua nhạc cụ đầu tiên cho mình và bắt đầu chơi và viết bài hát. Ông thường trốn trách nhiệm làm việc của gia đình để dành thời gian ngồi trên mái nhà của họ, và lắng nghe giai điệu của nhạc kịch vọng đến từ góc đường từ Denmark Street, nơi này về sau chính là trung tâm của ngành công nghiệp âm nhạc Anh. Sau này, vào năm 2000, trong một chương trình Behind the Music trên VH1, Stevens đã nhấn mạnh rằng chính sự ra đời của West Side Story đặc biệt có ảnh hưởng đến ông, đem đến "một cái nhìn khác về cuộc sống". Với đam mê trong cả nghệ thuật lẫn âm nhạc, ông và mẹ ông chuyển đến Gävle, Thụy Điển, nơi ông học tiểu học (Solängsskolan) và bắt đầu phát triển các kỹ năng vẽ của mình sau khi bị ảnh hưởng bởi người chú Hugo Wickman, là một họa sĩ. Sau đó họ trở lại Anh.
Ông đã tham dự các trường học địa phương West End, nơi ông nói rằng ông đã liên tục gặp rắc rối, và không làm thứ gì ra hồn trừ nghệ thuật. Ông được gọi là "cậu bé nghệ sĩ" và nói rằng: "Tôi đã bị đánh bại, nhưng tôi đã được chú ý". Ông đã có một khóa học 1 năm tại Trường Nghệ thuật Hammersmith, và ông đã chọn sự nghiệp của một nghệ sĩ vẽ tranh biếm hoạ. Mặc dù ông rất yêu thích nghệ thuật (trong album sau này của ông có in tác phẩm nghệ thuật đầu tiên của ông trên bìa album), nhưng ông muốn tạo dựng một sự nghiệp âm nhạc và bắt đầu biểu diễn lần đầu dưới cái tên trên sân khấu là "Steve Adams" vào năm 1965 tại Hammersmith. Vào thời điểm đó, mục tiêu của ông là trở thành một nhạc sĩ. Trong số các nhạc sĩ đã ảnh hưởng tới ông có Bob Dylan, Nina Simone, nghệ sĩ nhạc blues Lead Belly và Muddy Waters, John Lennon, Biff Rose (người chơi trong album đầu tiên của ông), Leo Kottke, và Paul Simon. Ông cũng muốn đi theo các nhà soạn nhạc viết nhạc kịch, như Ira Gershwin và Leonard Bernstein. Năm 1965, ông đã ký một thỏa thuận phát hành với Ardmore & Beechwood và cắt giảm một số bản demo, bao gồm cả The First Cut Is the Deepest.

## Sự nghiệp âm nhạc (1966-1970)

### Khởi đầu sự nghiệp âm nhạc
Georgiou bắt đầu biểu diễn các bài hát của mình trong quán cà phê và quán rượu. Lúc đầu, ông cố gắng thành lập một ban nhạc, nhưng rồi sớm nhận ra là ông thích biểu diễn solo hơn. Với suy nghĩ rằng cái tên của ông có thể khó nhớ cho người hâm mộ trong tương lai, ông đã chọn nghệ danh Cat Stevens, một phần là do một cô bạn gái đã nói rằng ông có đôi mắt như mắt của mèo ("cat" tiếng Anh nghĩa là con mèo), nhưng chủ yếu là bởi vì, như ông nói, "Tôi không thể tưởng tượng được rằng một ai đó đi đến cửa hàng băng đĩa và hỏi mua album của Steven Demetre Georgiou. Và tôi cũng chắc là ở Anh và Mỹ, họ đều yêu động vật". Năm 1966, ở tuổi 18, ông gây ấn tượng với Mike Hurst, nhà quản lý/nhà sản xuất trước đây của nhóm thanh nhạc Anh The Springfields, bằng những bài hát của mình và Hurst đã sắp xếp cho ông thu âm bản demo và sau đó đã giúp ông có được một hợp đồng thu âm. Các đĩa đơn đầu tiên đầu lọt vào hit. I Love My Dog đứng thứ 28, Mathew and Son, ca khúc chủ đề trong album đầu tay của ông, đã đạt vị trí số 2. I’m Gonna Get Me a Gun được vào Top của Anh, và album Matthew and Son nằm trong các bảng xếp hạng. Bản thu gốc một bài hit của Tremeloes, Here Comes My Baby, cũng là do Stevens viết và thu âm.
Trong 2 năm tiếp theo, Stevens thu âm và lưu diễn cùng với nhiều nghệ sĩ khác nhau, từ Jimi Hendrix đến [[Engelbert Humperdinck. Stevens được xem là một ngôi sao tuổi teen mới, có một số đĩa đơn nằm trong bảng xếp hạng nhạc pop của Anh. Một trong những thành công đó là nhờ đài phát thanh Wonderful Radio London đã phát rất nhiều bài của ông và tạo ra số lượng lớn người hâm mộ. Tháng 8 năm 1967, ông đã cùng với các nghệ sĩ ghi âm khác, họ là những người đã nổi trở nên nổi tiếng nhờ đài này, đã lên sóng bày tỏ tiếc thương vì đài này đóng cửa.
Tháng 12 năm 1967, album New Masters không lọt vào các bảng xếp hạng của Anh. Album này chỉ có bài đáng chú ý nhất là The First Cut Is the Deepest, nhưng ông đã bán bài này với giá 30bảng Anh cho P.P. Arnold vào bài này sau đó đã trở thành bài hit lớn của cô ca sĩ này, [29] đây cũng là bản hit nổi tiếng thế giới của Keith Hampshire, Rod Stewart, James Morrison, và Sheryl Crow. 40 năm sau khi ông thu bản demo đầu tiên của bài hát này, cuối cùng bài này đã mang lại cho ông giải thưởng "Nhạc sĩ của năm" của ASCAP trong năm 2005 và 2006.

### Bệnh lao
Stevens mắc bệnh lao phổi vào năm 1969  và cận kề cái chết tại thời điểm nhập viện tại Bệnh viện King Edward VII, Midhurst,, ông đã nằm vài tháng phục hồi sức khỏe trong bệnh viện và dành một năm để nghỉ dưỡng. Trong thời gian này, Stevens bắt đầu đặt câu hỏi về các khía cạnh cuộc sống và tâm linh của mình. Sau này, ông nói, "xuất phát từ một môi trường show biz và rồi nhận ra mình đang ở trong bệnh viện, bị tiêm thuốc hết ngày này qua ngày khác, và những người xung quanh bạn đang hấp hối, chắc chắn sẽ làm thay đổi quan điểm của bạn. Tôi bắt đầu suy nghĩ về bản thân mình. Gần giống như là tôi đã nhắm mắt vậy "".
Ông đã bắt đầu các hoạt động hành thiền, yoga, và tâm linh; đọc về các tôn giáo khác, và trở thành một người ăn chay. Ảnh hưởng bởi căn bệnh trầm trọng và đợt nghỉ dưỡng dài, và một phần do sự thức tỉnh cũng như tự hỏi về mặt tinh thần của mình, ông đã viết rất nhiều, gần 40 bài hát, trong số đó có nhiều bài xuất hiện trong album của ông những năm sau đó.

### Những thay đổi trong âm nhạc sau cơn bạo bệnh
Sự không thành công của album thứ hai của Stevens phản ánh sự khác biệt giữa thị hiếu cá nhân trong định hướng âm nhạc nói chung, và sự bất bình ngày càng tăng bởi nỗ lực của nhà sản xuất Mike Hurst để làm 1 album mới giống album đầu tay, với dàn nhạc vụng về là chơi rất lấn át, chứ không phải là âm thanh nhạc folk rock mà Stevens đã cố gắng tạo ra. Ông thừa nhận đã cố tình phá hợp đồng của mình với Hurst, đưa ra nhiều yêu cầu về dàn nhạc đắt tiền và kỳ quặc và đe dọa hành động pháp lý, mà kết quả là ông đạt mục tiêu của mình: thoát khỏi hợp đồng với Deram Records, một thương hiệu phụ của Decca Records. Từ khi hồi phục sức khỏe tại nhà sau khi ra khỏi bệnh viện, Stevens thu một số bài hát mới trên máy ghi âm của mình, và thay đổi cách chơi âm thanh để tạo ra một vài bản thu khác. Sau khi thuê Barry Krost làm đại diện, người này đã sắp xếp cho ông một buổi thử giọng với Chris Blackwell của Island Records, và Blackwell đã cho ông "cơ hội để thu âm [bài hát của ông] bất cứ khi nào và với bất cứ ai mà anh ấy thích, và quan trọng hơn với Cat, đó là tùy theo anh ấy thích thế nào". [ 33] Với sự khuyến khích của Krost, Stevens đã ký hợp đồng với Paul Samwell-Smith, người trước đây là tay bass của Yardbirds, làm nhà sản xuất mới của mình.

## Sự nghiệp âm nhạc (1970-1978)

### Đỉnh cao của sự nổi tiếng
Trở lại khỏe mạnh và thể thao với bộ râu mới, Stevens đã có trong tay một danh sách các bài hát mới phản ánh quan điểm của mình về những gì ông muốn mang đến cho thế giới với âm nhạc của mình. Những bản thu trước đây của ông đã được bán tại Anh, nhưng Stevens vẫn còn tương đối chưa được công chúng bên kia Đại Tây Dương biết đến. Để khắc phục điều này, sau khi ký hợp đồng với Island Records vào năm 1970, một thỏa thuận phân phối tại Mỹ đã được sắp xếp với Jerry Moss của A&M Records ở Bắc Mỹ. Stevens bắt đầu làm việc với Mona Bone Jakon, một album dựa trên nhạc folk rock.
Nhà sản xuất Paul Samwell-Smith kết hợp Stevens với tay guitar Alun Davies, người hiện đang làm việc như là một nhạc sĩ làm theo phiên. Alun là một nghệ sĩ kỳ cựu giàu kinh nghiệm với hai album mà trong đó đã bắt đầu khám phá những thể loại mới nổi của skiffle và nhạc folk rock. Davies cũng hoàn toàn phù hợp với Stevens, đặc biệt là có khả năng fingerwork trên guitar, sự hài hòa và giọng hát phụ của Davies. Ban đầu họ gặp nhau chỉ để thu Mona Bone Jakon, nhưng họ đã sớm phát triển thành tình bạn. Davies, như Stevens, là một người cầu toàn, là một người xuất hiện sau khi hoàn thành tất cả các kiểm tra âm thanh, chỉ để chắc chắn rằng tất cả các thiết bị và âm thanh đã được chuẩn bị cho mỗi buổi biểu diễn. Ông đã phối hợp với Stevens trong tất cả các album ngoại trừ 2 album Stevens phát hành trước, và biểu diễn và thu âm với Stevens cho đến khi Steven nghỉ. Tuy vậy, tình bạn của họ vẫn tiếp tục và khi Stevens trở lại dưới cái tên Yusuf Islam 27 năm sau đó, Davies vẫn xuất hiện trở lại và biểu diễn bên cạnh ông như vẫn vậy.
Đĩa đơn đầu tiên phát hành từ Mona Bone Jakon là Lady D'Arbanville, trong bài này, Stevens viết về cô bạn gái trẻ người Mỹ tên là Patti D'Arbanville. Bản thu này, có âm thanh nhạc Madrigal (một dòng nhạc thời Phục hưng và Baroque), không giống như đa số các bản nhạc được chơi trên những đài phát thanh nhạc pop lúc đó, với âm thanh của djembe (một loại trống gỗ) và bass bên cạnh tiếng guitar của Stevens và Davies, đã đứng vị trí thứ 8 ở Anh. Đó là lần đầu tiên các bản hit của ông được phát sóng thực sự tại Hoa Kỳ. Ca khúc này đã bán được hơn một triệu bản, và đã được trao tặng đĩa vàng vào năm 1971. Những ca khúc khác viết cho D'Arbanville bao gồm "Maybe You’re Right", và "Just Another Night"  Ngoài ra, bài "Pop Star", nói về trải nghiệm của ông thời là một ngôi sao tuổi teen, và" Katmandu", với tiếng sáo của Peter Gabriel, thủ lĩnh của nhóm Genesis, rất đặc trưng. Mona Bone Jakon là ví dụ đầu tiên về hình thức album solo của ca sĩ kiêm nhạc sĩ và đã trở nên phổ biến đối với các nghệ sĩ. Tạp chí Rolling Stone so sánh sự phổ biến của nó với Tumbleweed Connection của Elton John, rằng album này đã được chơi "vượt qua các giới hạn, vượt hết các hình thức phát thanh".
Mona Bone Jakon là tiền thân cho album đột phá mang tầm quốc tế của Stevens, Tea for the Tillerman, album này đã lọt vào Top 10 Billboard hit. Trong thời gian 6 tháng từ lúc phát hành, đã bán được hơn 500.000 bản, đạt được đĩa vàng ở Mỹ và ở Anh. Sự kết hợp của phong cách folk rock mới của Stevens với lời bài hát dễ nghe nói về các tình huống và các vấn đề thường ngày, cùng với sự khởi đầu của những câu hỏi về cuộc sống tinh thần, điều mà sẽ vẫn còn trong âm nhạc của ông từ dạo đó. Album có bản đơn vào Top 20 là Wild World, một bài hát chia tay sau khi D'Arbanville chuyển đi. "Wild World" được ghi nhận là mang lại đủ sức hút cho Tea for Tillerman để album này được phát trên đài phát thanh FM và giám đốc của Island Records, Chris Blackwell, đã gọi đó là "album tốt nhất mà chúng tôi đã từng phát hành ". Những bài đáng chú ý khác trong album bao gồm "Hard-Headed Woman", và Father and Son, một ca khúc được hát bởi cả giọng nam trung và giọng nam cao, nói về cuộc đấu tranh giữa người cha và con trai, người đang phải đối mặt với lựa chọn riêng cho cá nhân trong cuộc sống. Năm 2001, album này đã được chứng nhận bởi RIAA là bản thu Multi-Platinum, đã bán được 3 triệu bản tại Hoa Kỳ vào thời điểm đó. Album này được xếp ở vị trí thứ 206 trong danh sách 500 album hay nhất mọi thời đại của Tạp chí Rolling Stone vào năm 2003.
Sau khi kết thúc mối quan hệ với D'Arbanville, Stevens nhận thấy đã có những ảnh hưởng trong cách ông viết nhạc, ông nói rằng:

"Mọi thứ tôi viết trong khi tôi đang đi xa trong một khoảng thời gian chuyển tiếp và phản ánh nó. Giống như Patti. Một năm trước, chúng tôi chia tay; Tôi đã bên cô ấy trong 2 năm. Những gì tôi viết về Patti và gia đình tôi... bây giờ khi tôi hát, tôi nhận ra những điều kỳ lạ, tôi học được ý nghĩa từ những bài hát của mình thật muộn màng... ".
Sau khi đã có dấu ấn trong âm nhạc, Stevens đã có một chuỗi những thành công liên tục trong những năm tiếp theo. Album Teaser and the Firecat phát hành năm 1971, đạt vị trí số 2 và đạt đĩa vàng trong vòng 3 tuần phát hành tại Hoa Kỳ. Album có nhiều bản hit, bao gồm Peace Train, Morning Has Broken (một bài tụng ca của đạo Thiên Chúa do nhà thơ Eleanor Farjeon viết), và Moon Shadow. Album này cũng đã được chứng nhận bản thu Multi-Platinum của RIAA vào năm 2001, với hơn 3 triệu bản ở Mỹ trong thời gian đó. Khi được phỏng vấn trên đài phát thanh Boston, Stevens nói về Teaser and the Firecat:

"Tôi bắt được giai điệu và sau đó tôi cứ tiếp tục hát giai điệu đó cho đến khi các từ ngữ đi ra từ giai điệu. Đó là một trạng thái thôi miên mà bạn đạt được sau một thời gian khi bạn cứ tiếp tục chơi nó và từ ngữ sẽ phát triển từ nó. Rồi bạn chớp lấy những từ đó và để cho nó cứ đi tiếp theo bất cứ cách nào nó muốn... về bài "Moonshadow"? Rất hài hước, đó là tại Tây Ban Nha, tôi đã đến đó một mình, hoàn toàn một mình, để trốn khỏi vài thứ. Và tôi đang nhảy nhót trên những tảng đá ở đó... ngay trên những tảng đá nơi những con sóng như muốn thổi bay và nước bắn tung tóe. Thực sự, nó rất tuyệt. Và Mặt Trăng rất sáng, bạn biết đấy, và tôi bắt đầu nhảy và hát và rồi tôi đã hát bài hát đó và giống như bài hát đó đã ở lại. Đó giống như là thời điểm mà bạn muốn tìm thấy khi bạn viết bài hát" 
.
Trong 7 tháng của năm 1971-1972, Stevens đã được cho là có quan hệ lãng mạn với ca sĩ nổi tiếng Carly Simon khi cả hai đã được nhào nặn bởi Samwell-Smith. Trong thời gian đó cả hai đã viết bài hát tặng nhau và hát về nhau. Simon đã viết và ghi ít nhất 2 bài trong Top 50, "Legend in Your Own Time" và "Anticipation" về Stevens. Ông đáp lại trong bài hát của mình, sau khi kết thúc chuyện tình lãng mạn của họ, mang tên "Sweet Scarlet".
Album tiếp theo của ông, Catch Bull at Four, phát hành vào năm 1972, là album thành công nhanh nhất của ông tại Hoa Kỳ, đạt đĩa vàng trong 15 ngày, và giữ vị trí số một trên bảng xếp hạng Billboard trong 3 tuần. Album này tiếp tục với lời bài hát nội tâm và liên quan đến tinh thần mà ông vốn đã nổi tiếng, kết hợp với một giọng thô và ít thanh âm hơn so với những bản thu trước đó của ông, sử dụng synthesizer (một dạng nhạc cụ điện tử tạo ra rất nhiều âm thanh khác nhau) và các nhạc cụ khác. Mặc dù doanh số bán của album này cho thấy sự nổi tiếng của Stevens, nhưng album không thực sự tạo ra bản hit nào ngoại trừ ca khúc "Sitting" đứng ở vị trí thứ 16. Catch Bull at Four được chứng nhận Bạch kim vào năm 2001.

### Bước đầu thăm dò nhạc phim
Tháng 7 năm 1970, Stevens thu âm lại một trong những bài hát của mình, "But I Might Die Tonight", cho phim Deep End của Jerzy Skolimowski. Năm 1971, Stevens viết 9 bài soundtrack của bộ phim hài Harold and Maude, bộ phim này rất nổi tiếng vì cổ vũ cho tinh thần tự do, và mang âm nhạc của Stevens đến một đối tượng công chúng rộng lớn hơn, và vẫn còn tiếp tục tác dụng sau khi ông ngừng thu âm vào cuối những năm 1970. Trong số các bài hát này có "Where Do the Children Play?", "Trouble", và "I Think I See the Light". 2 trong số các bài hát, "Don’t Be Shy" và "If You Want to Sing Out, Sing Out", không được phát hành trên bất kỳ album nào cho đến khi được đưa vào bộ sưu tập "greatest hits" lần thứ hai, phát hành vào năm 1984 với tựa đề 'Footsteps in the Dark: Greatest Hits, Vol.2.
Sau khi đổi tôn giáo của mình vào cuối những năm 1970, Stevens đã không còn cho phép các bài hát của mình được sử dụng trong các bộ phim. Tuy nhiên, gần hai mươi năm sau, vào năm 1997, phim Rushmore đã được phép sử dụng bài hát của ông là "Here Comes My Baby" và "The Wind", điều này cho thấy ông đã sẵn sàng phát hành nhạc của mình sau những ngày là "ngôi sao nhạc pop" phương Tây. Tiếp theo đó là vào năm 2000, bài Peace Train trong bộ phim Remember the Titans, cũng vào năm 2000 trong phim Almost Famous có sử dụng bài "The Wind", và trong năm 2006 có bài "Peace Train" làm nhạc nền cho phim We Are Marshall. Trong năm 2007, một đoạn trích "If You Want to Sing Out, Sing Out" được hát bởi những nhân vật trong phim Charlie Bartlett, những nhân vật này tương tự như nhân vật Harold trong "Harold and Maude", là phim mà bài này lần đầu tiên xuất hiện. Trong năm 2009, ca khúc Father and Son là bài nhạc nềncủa bộ phim The Boat That Rock (còn được biết đến dưới tên "Pirate radio" ở Mỹ). Trong năm 2010, bài Wild World được hát bởi nhân vật trong loạt phim truyền hình Skins.

### Những bản ghi âm sau này
Những bản tiếp theo phát hành trong những năm ‘70 cũng đứng hạng cao trên các bảng xếp hạng và doanh số bán vẫn tăng liên tục, mặc dù không có được thành công như ông đã có trong những năm 1970-1973. Năm 1973, Stevens chuyển đến Rio de Janeiro, Brazil, như một cách để tránh thuế của nước Anh, tuy nhiên, sau này ông đã hiến tặng số tiền đó cho UNESCO. Trong thời gian đó, ông đã ra album Foreigner, đây là một sự xuất phát từ chỗ âm nhạc đã đưa ông đến đỉnh cao của sự nổi tiếng. Album này khác biệt ở một số khía cạnh: hoàn toàn được viết bởi Stevens, ông đã bỏ ban nhạc của mình và sản xuất bản thu mà không có sự hỗ trợ của Samwell-Smith, người đã đóng một vai trò lớn trong việc đưa ông trở nên nổi tiếng, và thay vì guitar, ông chơi nhạc cụ phím trong suốt album. Album này dự định sẽ thể hiện yếu tố funk/soul đang thịnh hành mà Stevens đánh giá rất cao. Mặt thứ nhất của Foreigner khác rất nhiều so với dòng nhạc pop mà người hâm mộ trên các đài phát thanh đã mong đợi. Tháng 11 năm 1973, ông biểu diễn mặt thứ hai của album tại Nhà hát Aquarius ở Hollywood, với một buổi thu hình liên tục phát qua bốn kênh vừa truyền hình vừa truyền thanh trên mạng lưới của ABC network có tên "Buổi biểu diễn Trăng và Sao", phần biển diễn này có cả ban nhạc của ông, nhưng tất cả mọi người đã bị lu mờ bởi một dàn nhạc. Album có vài bài bao gồm "The Hurt", nhưng đã không đạt được đỉnh cao mà ông đã từng có.
Tiếp nối Foreigner là đến Buddha and the Chocolate Box, một sự trở lại với nhạc cụ và phong cách giống trong Teaser and the Firecat và "Tea for the Tillerman". Với sự trở lại của Alun Davies và ca khúc nổi tiếng nhất "Oh Very Young", album Buddha and the Chocolate Box đạt đĩa bạch kim vào năm 2001. Album tiếp theo của Stevens là album hòa nhạc "Numbers" lại là một sự khởi đầu ít thành công của ông.
Tháng 4 năm 1977, album Izitso của ông cập nhật phong cách pop rock và folk rock với việc sử dụng rộng rãi các synthesiser,, mang lại cho album này một phong cách synthpop hơn. Đặc biệt "Was Dog a Doughnut" là một bài kết hợp techno-pop thời kỳ đầu với tiền thân của thể loại âm nhạc điện năm 1980, cũng sử dụng khá sớm music sequencer. Izitso có bài hit lọt bảng xếp hạng cuối cùng của ông, "(Remember the Days of) Old Schoolyard", một bài hát synthpop thời kỳ đầu  mà sử dụng bộ tổng hợp đa âm; đây là bản song ca với đồng nghiệp Anh, ca sĩ Elkie Brooks. Linda Lewis xuất hiện trong video clip của bài hát, Cat Stevens hát với cô ấy, giống như họ là bạn học cũ, hát với nhau ở vòng đu quay trong sân trường. Đây là một trong số ít video clip âm nhạc mà Stevens từng thực hiện, điều này rất khác so với các video đơn giản chỉ ghi lại các buổi biểu diễn.
Album gốc cuối cùng của ông dưới tên Cat Stevens là Back to Earth, phát hành vào cuối năm 1978, cũng là album đầu tiên được sản xuất bởi Samwell-Smith kể từ album đơn đỉnh cao của ông hồi đầu thập niên 1970.
Một số album tổng hợp đã được phát hành trước và sau khi ông ngừng thu âm. Sau khi Stevens rời Decca Records, họ đã phát hành 2 album đầu tiên của ông chung với nhau thành một bộ, với hy vọng sẽ tạo lại đợt phát hành thành công như lúc ban đầu của ông, sau này, nhà sản xuất mới cũng làm như vậy, và chính ông cũng tự phát hành dạng album tổng hợp này. Album tổng hợp thành công nhất là Greatest Hits năm 1975, đã bán được hơn 4 triệu bản tại Hoa Kỳ. Tháng 5 năm 2003, ông nhận được giải thưởng Platinum châu Âu đầu tiên  từ IFPI cho album "Remember Cat Stevens, The Ultimate Collection", nhờ đã bán hơn một triệu bản ở châu Âu.

## Thay đổi tôn giáo

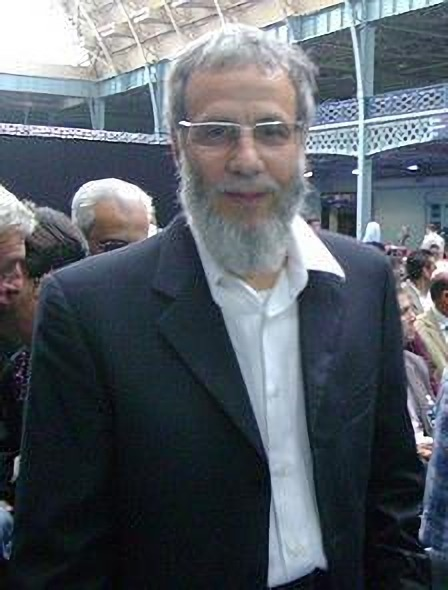
Yusuf in 2008

Sau khi đến thăm Ibiza, trong lúc đi nghỉ ở Marrakech, Maroc, Stevens đã bị hấp dẫn bởi những âm thanh của Aḏhān, một dạng âm thanh nghi lễ Hồi giáo để cầu nguyện, mà ông giải thích đối với ông là "âm nhạc vì Chúa". Stevens nói, "Tôi nghĩ, âm nhạc vì Chúa sao? Tôi chưa bao giờ nghe trước đây - tôi đã nghe âm nhạc vì tiền, âm nhạc vì sự nổi tiếng, âm nhạc vì quyền lực cá nhân, nhưng có âm nhạc vì Chúa sao!" 
Năm 1976, Stevens gần như bị chết đuối ngoài khơi bờ biển Malibu, California, Hoa Kỳ và ông kể rằng ông đã hét lên: "Chúa ơi! Nếu người cứu mạng tôi, tôi sẽ làm việc cho người." Ông cho rằng lời thỉnh cầu đã hiệu nghiệm bởi vì ngay sau đó một làn sóng xuất hiện và mang ông trở lại đất liền. Ý nghĩ thoáng qua về cái chết càng làm tăng thêm những câu hỏi về sự thật tâm linh từ lâu của ông. Ông đã xem "Phật giáo, Thiền, Kinh Dịch, Thần Số học, thẻ Tarot và Tử Vi". Em trai của Stevens là David Gordon đã tặng ông quá sinh nhật là một quyển kinh Koran nhân một chuyến đi đến Giê-ru-sa-lem. Ngay lập tức Stevens đã bắt đầu quá trình chuyển đổi sang đạo Hồi.
Trong thời gian ông học kinh Koran, ông bắt đầu tìm hiểu nhiều hơn nữa với cái tên Joseph, một người đàn ông chuyên mua bán trên thị trường, về ông đã ngày càng cảm thấy như thế nào với nghề âm nhạc. Về việc đổi đạo của mình, trong cuộc phỏng vấn năm 2006 với Alan Yentob, ông nói, "đối với một số người, có thể có vẻ giống như một bước nhảy khổng lồ, nhưng đối với tôi, nó là một sự chuyển động từ từ đến lúc đó." Và, trong một cuộc phỏng vấn trên tạp chí Rolling Stone, ông khẳng định lại điều này, ông nói rằng, "Tôi đã tìm thấy ngôi nhà tinh thần mà tôi đã tìm kiếm gần suốt cuộc đời mình. Và nếu bạn lắng nghe âm nhạc và lời bài hát của tôi, giống như ca khúc Peace Train và " On The Road To Find Out", rõ ràng sẽ thấy mong muốn tìm ra hướng đi và con đường tâm linh mà tôi sẽ đi." 
Stevens chính thức chuyển sang đạo Hồi vào ngày 23 Tháng 12, 1977, và lấy tên là Yusuf Islam vào năm 1978. Yusuf là biến thể tiếng Ả Rập của tên Joseph. Ông nói rằng ông "luôn yêu cái tên Joseph" và đặc biệt cuốn hút bởi câu chuyện của thánh Joseph trong Kinh Koran. Mặc dù ông đã dừng sự nghiệp nhạc pop, ông đã bị thuyết phục để thực hiện một lần cuối trước khi những thứ đó sẽ trở thành dĩ vãng trong 25 năm đoạn tuyệt với âm nhạc của ông. Xuất hiện với mái tóc mới cắt và bộ râu không cạo, ông đã chủ trì buổi biểu diễn từ thiện vào ngày 22 tháng 11 năm 1979 ở sân vận động Wembley để hưởng ứng Năm quốc tế của UNICEF về trẻ em. Chương trình kết thúc với phần biểu diễn của Stevens, David Essex, Alun Davies, và em trai của Stevens, David, người đã viết bài hát kết thúc, tựa đề "Child for a Day".
Yusuf kết hôn với Fauzia Mubarak Ali vào ngày 07 tháng 9 năm 1979, tại Nhà thờ Hồi giáo Regent’s Park ở London. Họ có năm người con và 3 cháu và hiện đang sống ở London, và mỗi năm họ dành một thời gian sống tại Dubai.

## Cuộc sống của Yusuf Islam (1978-nay)

### Đức tin Hồi giáo và sự nghiệp âm nhạc
Sau khi cải đạo, Yusuf đã từ bỏ sự nghiệp âm nhạc của mình. Ông cho biết: khi ông trở thành một người Hồi giáo vào năm 1977, lãnh tụ nhà thờ Hồi giáo đã biết rằng ông là một ngôi sao nhạc pop, và ông ta nói với Yusuf rằng cứ tiếp tục là một nhạc sĩ cũng tốt, miễn là các bài hát chấp nhận được về mặt đạo đức. Nhưng Yusuf nói rằng ông biết có những khía cạnh của ngành âm nhạc, chẳng hạn như sự phù hoa và cám dỗ, là những thứ đi ngược lại những lời dạy của Kinh Koran, và điều này là lý do chính khiến ông đã rút khỏi ánh đèn sân khấu. Tuy nhiên, trong buổi biểu diễn đầu tiên trên chương trình truyền hình Later... with Jools Holland, 27 năm sau khi rời khỏi ngành âm nhạc, và trong các cuộc phỏng vấn khác, ông đã đưa ra lý do khác nhau về sự từ bỏ âm nhạc: "Rất nhiều người có thể sẽ yêu tôi nếu tôi tiếp tục hát," ông nói. "Bạn đã đến thời điểm mà bạn đã hát, dù nhiều hoặc ít... tất cả vốn tiết mục của bạn và bạn muốn được sống Bạn biết đấy, cho đến lúc ấy, tôi đã không có một cuộc sống. Tôi đã luôn tìm kiếm, tôi đã luôn rong ruổi ".
Ước tính đến tháng 1 năm 2007, ông vẫn tiếp tục kiếm được khoảng 1,5 triệu USD một năm từ âm nhạc mang tên Cat Stevens của mình, ông đã quyết định sử dụng tài sản tích lũy và những nguồn thu nhập đang đến từ sự nghiệp âm nhạc của mình để làm các hoạt động từ thiện và giáo dục trong cộng đồng Hồi giáo London và ở những nơi khác. Năm 1981, ông thành lập Trường Tiểu học Islamia ở Salusbury Road tại khu vực phía bắc London của Kilburn, và sau đó tiếp tục thành lập một số trường học trung học Hồi giáo; vào năm 1992, Yusuf thành lập Hiệp hội các trường Hồi giáo (AMS- Anh), một tổ chức từ thiện liên kết tất cả các trường học Hồi giáo ở Anh với nhau. Ông cũng là người sáng lập và chủ tịch của tổ chức từ thiện Small Kindness, tổ chức này đã bước đầu hỗ trợ nạn nhân nạn đói ở châu Phi và bây giờ hỗ trợ hàng ngàn trẻ mồ côi và gia đình trong vùng Balkans, Indonesia, và Iraq. Ông là chủ tịch của tổ chức từ thiện Viện trợ Hồi giáo từ năm 1985 đến 1993.
Năm 1985, Yusuf đã quyết định trở lại tâm điểm dư luận lần đầu tiên kể từ sau khi cải đạo, tại buổi hòa nhạc lịch sử Live Aid, liên quan đến nạn đói đe dọa Ethiopia. Mặc dù ông đã viết một bài hát đặc biệt cho dịp này, sự xuất hiện của ông đã bị cắt bỏ do phần trình diễn của Elton John đã diễn ra quá dài.

### Tranh cãi về Salman Rushdie
Bản mẫu:Bài chủ đề
Ca sĩ này đã thu hút tranh cãi vào năm 1989, trong một lần nói chuyện với các sinh viên tại Đại học Kingston, London, nơi ông được hỏi về lệnh phán quyết của Hồi giáo đòi xử tội chết tác giả Salman Rushdie. Các phương tiện truyền thông đã diễn giải phản ứng của ông thành sự ủng hộ cho phán quyết này. Ngày hôm sau, Yusuf đưa ra một tuyên bố phủ nhận việc ông ủng hộ chủ nghĩa phán xét ngoài khuôn khổ pháp luật và tuyên bố rằng ông đã chỉ đơn thuần kể lại sự trừng phạt của pháp luật Hồi giáo đối với tội phạm thượng. Trong một cuộc phỏng vấn của BBC, ông đưa ra một mẩu báo cắt từ thời kỳ đó, với các trích dẫn từ tuyên bố của ông. Những ý kiến tiếp theo của ông vào năm 1989 trên một chương trình truyền hình của Anh cũng cho thấy là có ủng hộ phán quyết này. Trong một tuyên bố trong phần Hỏi & Đáp trên trang web của mình, Yusuf khẳng định rằng trong khi ông tỏ ra hối tiếc về các ý kiến, thì thật ra là ông đã nói đùa và rằng chương trình đã biên soạn không đúng cách. Nhiều năm sau kể từ khi có các ý kiến này, ông đã nhiều lần phủ nhận việc phải xử tử Rushdie hay ủng hộ phán quyết này 

### Các cuộc tấn công ngày 11 tháng 9 năm 2001
Ngay lập tức sau ngày 11 tháng 9 năm 2001, thời điểm của các cuộc tấn công vào Hoa Kỳ, ông nói:
Tôi muốn bày tỏ sự ghê tởm thực sự của tôi đối với các cuộc tấn công khủng bố bừa bãi chống lại người dân vô tội của Hoa Kỳ vào ngày hôm qua. Trong khi vẫn còn chưa rõ ai là người thực hiện vụ tấn công này, tôi cần phải nói rõ rằng không có người theo đúng suy nghĩ của Hồi giáo nào có thể chấp nhận một hành động như vậy. Kinh Koran coi việc sát hại một người vô tội cũng ngang ngửa với sự sát hại toàn thể nhân loại. Chúng ta cùng cầu nguyện cho các gia đình những người bị mất cũng như cho tất cả những người bị thương trong hành động bạo lực ngoài sức tưởng tượng này; tôi hy vọng sẽ thay mặt tất cả người Hồi giáo biểu lộ cảm xúc của họ và sự đồng cảm của người dân toàn thế giới đến các nạn nhân trong thời khắc đau buồn này 
Ông xuất hiện trên băng video của VH1 trước chương trình biểu diễn âm nhạc cho thành phố New York vào tháng 10, năm 2001, lên án các cuộc tấn công và hát bài "Peace Train" theo kiểu a cappella, đây là lần đầu tiên ông xuất hiện trước công chúng sau hơn 20 năm. Ông cũng đã tặng một phần tiền bản quyền âm nhạc của mình cho Quỹ hỗ trợ gia đình các nạn nhân, và phần còn lại tặng cho trẻ mồ côi ở các nước kém phát triển. Cũng trong năm đó, Yusuf Islam đã dành thời gian và nỗ lực trong việc tham gia Diễn đàn chống phân biệt đạo Hồi và Phân biệt chủng tộc, một tổ chức hướng về việc chống lại nhận thức sai lầm và hành vi chống lại những người khác bởi vì niềm tin tôn giáo của họ hay bản sắc chủng tộc của họ (hoặc cả hai), sau khi nhiều người Hồi giáo cho biết đã có những phản ứng chống lại họ một phần do nỗi đau gây ra bởi các sự kiện tại Hoa Kỳ ngày 11 tháng 9.

### Bị từ chối nhập cảnh vào Hoa Kỳ
Ngày 21 tháng 9, năm 2004, Yusuf đáp chuyến bay của United Airlines từ London đến Washington D.C, để tham dự một cuộc họp với ngôi sao giải trí Mỹ là Dolly Parton, người đã thu âm "Peace Train" vài năm trước và đang có kế hoạch đưa một ca khúc nữa của Cat Stevens vào album sắp tới. Trong khi ở trên máy bay, tên của ông đã được đánh dấu nằm trong danh sách cấm bay. Các sĩ quan Hải quan và Bảo vệ biên giới (CBP) đã cảnh báo Cục quản lý an ninh giao thông Hoa Kỳ, sau đó chuyến bay của ông đã bị chuyển hướng đến Bangor, Maine, tại đây, ông đã bị giam giữ bởi các nhân viên từ Bộ An ninh nội địa.
Ngày hôm sau, Yusuf đã bị từ chối nhập cảnh và phải bay trở lại Anh. Phát ngôn viên của Bộ An ninh nội địa tuyên bố "có mối quan ngại về khả năng ông ta có các hoạt động liên quan đến những kẻ khủng bố"  Chính phủ Israel đã trục xuất Yusuf vào năm 2000 về những cáo buộc rằng ông đã cung cấp kinh phí cho tổ chức Hamas của Palestine; ông đã từ chối thừa nhận những việc này. "Tôi chưa bao giờ hỗ trợ hoặc chi tiền cho Hamas", Yusuf, người nhiều lần lên án chủ nghĩa khủng bố và chủ nghĩa cực đoan Hồi giáo, nói. "Vào thời điểm tôi bị cáo buộc có những hành động đó, tôi còn không biết có một nhóm như vậy tồn tại. Một số người hay đưa ra cách giải thích rất chính trị cho những hoạt động từ thiện. Chúng ta đã rất kinh hoàng về những gì mà người dân đang phải gánh chịu ở vùng Đất Thánh. " Tuy nhiên, Bộ An ninh Nội địa Hoa Kỳ vẫn cho ông vào "danh sách theo dõi"[20]. Việc từ chối của Mỹ đã gây ra một tranh cãi nhỏ trên toàn cầu, và dẫn đầu là việc Ngoại trưởng Anh Jack Straw đã khiếu nại, với tư cách cá nhân, đến Ngoại trưởng Hoa Kỳ Colin Powell tại Liên Hợp Quốc. Ông Powell đã trả lời rằng danh sách theo dõi đã được xem lại, và nói thêm, "Tôi nghĩ rằng chúng tôi có nghĩa vụ xem xét các vấn đề này để xem liệu chúng tôi có đúng hay không".
Yusuf tin rằng việc ông bị đưa vào "danh sách theo dõi" có thể chỉ đơn giản là một lỗi nhỏ: do nhầm ông với một người đàn ông cùng tên, nhưng cách viết khác nhau. Ngày 01 tháng 10 năm 2004, Yusuf yêu cầu bỏ tên mình ra khỏi danh sách, "Tôi vẫn hoang mang bởi quyết định của chính quyền Hoa Kỳ từ chối cho tôi nhập cảnh vào Hoa Kỳ". Theo một thông báo của Yusuf, người đàn ông trong danh sách tên là "Youssef Islam", vậy có nghĩa là ông không phải là "người bị tình nghi ủng hộ khủng bố" đó. Bởi trong tiếng Latinh, những cái tên Ả Rập có thể dễ dàng dẫn đến những cách viết khác nhau, ví dụ như phiên âm của tên Joseph (tên mà Yusuf chọn) của đạo Hồi, có cả chục cách viết khác nhau.
2 năm sau, vào tháng 12 năm 2006, Yusuf đã được cho phép nhập cảnh vào Mỹ để thực hiện các buổi biểu diễn của đài phát thanh và các cuộc phỏng vấn để quảng bá những ca khúc mới. Yusuf nói về sự cố vào thời điểm đó, rằng, "Không có lý do nào được đưa ra, nhưng tôi được yêu cầu đánh vần lại tên của tôi hết lần này đến lần khác, làm cho tôi nghĩ rằng đó thực sự là một sai lầm đơn giản về nhận diện. Những tin đồn sau đó đã làm tôi tưởng tượng khác".
Yusuf đã viết một bài hát về vụ bị từ chối của Mỹ năm 2004, mang tên "Boots and Sand", thu âm vào mùa hè năm 2008 cùng với Paul McCartney, Alison Krauss, Dolly Parton, và Terry Sylvester 

### Những trường hợp bị phỉ báng

##### Báo của Anh đưa tin về việc không được nhập cư vào Mỹ
Tháng 10 năm 2004, các tờ báo Anh gồm The Sun và The Sunday Times đã lên tiếng ủng hộ quyết định của Mỹ không cho Yusuf nhập cảnh, họ tuyên bố rằng ông đã ủng hộ chủ nghĩa khủng bố. Yusuf đã thành công khi kiện họ vì tội phỉ báng và nhận được một khoản tiền dàn xếp đáng kể (không thông qua tòa án) và lời xin lỗi từ các tờ báo trong đó nói rằng ông không bao giờ ủng hộ chủ nghĩa khủng bố và thừa nhận rằng ông vừa được trao giải Vì hòa bình của Đại hội thường niên những nhân vật từng được giải Nobel Hòa bình. Tuy nhiên, tổng biên tập Richard Caseby của tờ The Sunday Times cho biết rằng có một "sự dàn xếp đã được thỏa thuận", họ "luôn luôn từ chối trách nhiệm" và "không đồng ý với giải thích của luật sư của Cat Stevens", nhưng họ chọn một "cái nhìn thực dụng" cho vụ kiện.
Yusuf trả lời rằng ông "rất vui mừng bởi việc dàn xếp đã giúp minh oan tên tuổi của tôi.... Dường như điều dễ dàng nhất trên thế giới trong những ngày này là đưa ra những cáo buộc chống lại người Hồi giáo, và trong trường hợp của tôi, nó ảnh hưởng trực tiếp đến công việc cứu trợ của tôi và làm thiệt hại danh tiếng một nghệ sĩ như tôi. Và những thiệt hại thường là khó sửa chữa ", và nói thêm rằng ông dự định 
tặng số tiền ông nhận từ tòa án cho trẻ mồ côi là nạn nhân của thảm họa sóng thần ở Ấn Độ Dương.
Yusuf đã viết về trải nghiệm này trong một bài báo có tiêu đề "A Cat in a Wild World".

#### Tin đồn thất thiệt liên quan đến việc phụ nữ không che mặt
Ngày 18 tháng 7 năm 2008, Yusuf đã bị những tổn thương đáng kể (không được tiết lộ) gây ra bởi World Entertainment News Network (viết tắt là WENN - một tập đoàn tin tức và giải trí của Anh) sau khi họ loan tin sai sự thật rằng nam ca sĩ đã không nói chuyện với những phụ nữ không che mặt  Các cáo buộc xuất hiện lần đầu tiên trên tờ báo Đức B.Z. sau chuyến đi Yusuf đến Berlin vào tháng 3 năm 2007 để nhận các giải thưởng âm nhạc Echo cho "thành tựu trọn đời cho vai trò nhạc sĩ và đại sứ giữa các nền văn hoá". Một lần nữa ông đã được "tặng thưởng" những tổn thất sau khi WENN cho phép đăng một bài viết trên trang Contactmusic.com, một "trang web có 2,2 triệu lượt xem một tháng ", rằng Yusuf không nói chuyện với phụ nữ không che mặt ngoại trừ vợ ông. Luật sư của ông đã nói rằng "ông đã bị người ta dựng lên là một kẻ 'phân biệt giới tính' và tung tin nhảm rằng tại một buổi lễ trao giải ông đã từ chối nói chuyện hoặc thậm chí không công nhận bất kỳ người phụ nữ nào không che mặt". Cơ quan tin tức vi phạm đã xin lỗi, thừa nhận rằng Yusuf đã không bao giờ có bất kỳ vấn đề gì khi làm việc với phụ nữ, và trái với bài viết đang bị chất vấn, ông đã không bao giờ yêu cầu một bên thứ ba làm trung gian để thực hiện công việc. Khoản tiền từ vụ kiện này sẽ được cho vào tổ chức từ thiện Small Kindness của Yusuf.
Yusuf đã tự mình nói về chủ đề này trên trang web của mình, rằng "sự thật là tôi đã nói người quản lý của mình hãy trân trọng yêu cầu các diễn giả nữ đừng ôm tôi khi trao giải thưởng hoặc khi xuất hiện công khai trước đám đông, nhưng không có vấn đề gì về mặt cảm xúc hoặc về sự tôn trọng của tôi đối với họ. Đạo Hồi chỉ đơn giản đòi hỏi tôi phải tôn vinh phẩm giá phụ nữ và những cô gái trẻ, những người không liên quan thân thiết với tôi, và tránh sự thân mật cơ thể, tuy nhiên được chấp nhận nếu không có cố tình." Ông cho biết thêm, "Bốn người con gái của tôi đều tuân thủ cách ăn mặc quần áo khiêm tốn để che đậy vẻ đẹp mà Thượng đế đã ban cho họ. Các cháu được giáo dục rất tốt; chúng nó không che mặt và hoàn toàn giao tiếp tốt với bạn bè và xã hội" 

## Trở lại sự nghiệp âm nhạc

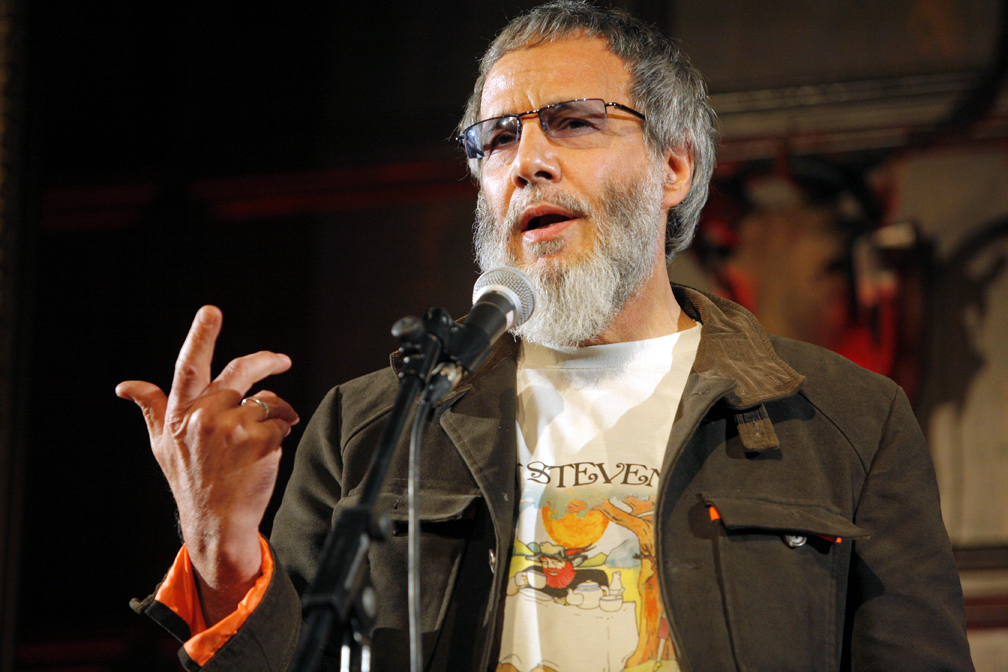
Yusuf at the 2009 MOJO Awards in London.

Yusuf đã dần trở lại sự nghiệp âm nhạc của mình trong những năm 1990. Các bản thu đầu tiên của ông đã không có bất kỳ dụng cụ âm nhạc nào ngoài bộ gõ, và lời bài hát về chủ đề đạo Hồi. Vào cuối những năm 1990, ông đã đầu tư xây dựng phòng thu riêng của mình mà ông đặt tên là Mountain of Light Studios, và ông đóng vai trò là một ca sĩ khách mời trong ca khúc "God Is the Light", một bài hát trong album thánh ca của nhóm Raihan. Ngoài ra, ông còn được mời và hợp tác với các ca sĩ Hồi giáo khác, bao gồm cả nghệ sĩ Canada - Dawud Wharnsby. Sau khi bạn của Yusuf là Irfan Ljubijankic, Bộ trưởng Ngoại giao của Bosnia và Herzegovina, bị giết bởi 1 cuộc tấn công tên lửa của Serbia, Yusuf đã xuất hiện tại buổi biểu diễn quyên góp vào năm 1997 tại Sarajevo và thu âm 1 album được đặt tên theo 1 bài hát do Ljubijankic viết, tựa đề I Have No Cannons That Roar . Nhận thấy có ít nguồn tài nguyên ít giáo dục được dành để dạy trẻ em về Hồi giáo, Yusuf đã viết và sản xuất một album cho trẻ em, A Is for Allan, vào năm 2000  với sự hỗ trợ của ca sĩ-nhạc sĩ Nam Phi - Zain Bhikha. Bài hát chủ đề là một bài Yusuf đã viết nhiều năm trước khi day đứa con đầu tiên của mình về tôn giáo và bảng chữ cái tiếng Ả Rập. Ông cũng thành lập hãng thu âm riêng của mình, Jamal Records, và Mountain of Light Productions, và ông hiến tặng tỷ lệ phần trăm số tiền thu được từ dự án của mình cho tổ chức từ thiện Small Kindness của ông, tên tổ chức này được lấy từ Kinh Koran.
Nhân dịp phát hành lại album Cat Stevens thứ 2000 của mình, ông đã giải thích rằng ông đã dừng biểu diễn bằng tiếng Anh là do sự hiểu lầm của ông về đức tin Hồi giáo. "Vấn đề của âm nhạc Hồi giáo không phải cộc lốc và khô khan như tôi đã bị dẫn dắt để tin như vậy... Tôi đã tin vào dị giáo, có lẽ đó là sai lầm của tôi." 
Yusuf đã cho rằng quyết định rời khỏi ngành âm nhạc châu Âu có lẽ là quá nhanh và quá ít thông tin đối với người hâm mộ của mình. Đối với hầu hết mọi người, đó là một bất ngờ, và thậm chí tay guitar của ông, Alun Davies cho biết trong cuộc phỏng vấn sau đó rằng ông đã không tin rằng Stevens thực sự sẽ thực hiện điều đó, sau khi ông đã có những đột phá vào các tôn giáo khác trong suốt mối quan hệ của họ. Yusuf đã nói rằng sự "cắt đứt" cuộc sống trước đây của mình và cuộc sống của mình như là một người Hồi giáo có thể đã quá vội vàng, quá nghiêm trọng, và rằng nhiều người có thể đã được biết tốt hơn về Hồi giáo, có một cơ hội để hiểu rõ hơn về nó, và bản thân ông, nếu ông chỉ đơn giản là loại bỏ những mặt được coi là linh thiêng, trong phần biểu diễn của mình, thì sẽ cho phép ông thể hiện bản thân bằng âm nhạc và giáo dục người nghe thông qua âm nhạc của mình mà không vi phạm bất kỳ ràng buộc về mặt tôn giáo nào.
Năm 2003, sau khi nhận được nhiều khuyến khích từ thế giới Hồi giáo, Yusuf một lần nữa thu lại bài Peace Train trong một CD tuyển chọn, trong đó cũng có phần biểu diễn bởi David Bowie và Paul McCartney. Ông đã biểu diễn Wild World trong buổi hòa nhạc 46664 của Nelson Mandela với Peter Gabriel, người chơi cùng ông trước đây, đây là lần đầu tiên ông biểu diễn công khai bằng tiếng Anh sau 25 năm.
Tháng 12 năm 2004, ông và Ronan Keating giới thiệu một phiên bản mới của ca khúc Father and Son: ca khúc này lọt vào vị trí số 2 trong bảng xếp hạng, sau ca khúc Do They Know It’s Christmas? của nhóm Band Aid 20. Họ cũng sản xuất một đoạn video có hình ảnh của họ vừa hát vừa bước đi giữa các bức ảnh cha và con trai. Số tiền thu được của "Father and Son" đã được tặng cho tổ chức từ thiện Band Aid. Nhóm Boyzone trước đây của Ronan Keating đã có bài này lọt vào hit cách đó 10 năm. Yuzuf trước đó đã nói ông đã bị thuyết phục trước và đồng ý hát chung vì số tiền thu được sẽ dành cho từ thiện. Tuy nhiên, đây cũng đánh dấu một thời điểm trong sự nghiệp nghệ thuật của ông khi ông đã tiếp nhận ý niệm sử dụng nhiều thứ hỗ trợ hơn là giọng hát và trống.
Ngày 21 tháng 4 năm 2005, Yusuf có một buổi nói chuyện ngắn trước khi có buổi biểu diễn nhạc ở Abu Dhabi, các tiểu vương quốc Ả Rập Thống Nhất, nhân dịp kỷ niệm ngày sinh của Muhammad. Ông nói, "Ngày nay, thế giới rất thiếu hiểu biết về đạo Hồi, và chúng tôi hy vọng sẽ giao tiếp bằng một phương thức hỗ trợ tinh tế hơn là các bài giảng và nói chuyện suông. Những bản thu của chúng tôi đặc biệt hấp dẫn giới trẻ, có sử dụng bài hát cũng như câu kinh Koran với hiệu ứng âm thanh khá dễ chịu... " Yusuf thấy rằng không có những chỉ dẫn thực tế về nhạc cụ và không có tài liệu tham khảo về ngành âm nhạc trong kinh Koran, và rằng những du khách Hồi giáo là người đầu tiên đưa guitar đến Maroc - Tây Ban Nha. Ông cũng lưu ý rằng Muhammad thích các buổi lễ, như lễ ra đời của một đứa trẻ, hoặc khách du lịch đến sau một cuộc hành trình dài. Vì vậy, Yusuf kết luận rằng giải trí lành mạnh là chấp nhận được trong giới hạn, và ông cảm thấy rằng không có tội lỗi gì khi biểu diễn với cây đàn guitar. Giờ đây, ông cảm thấy chính âm nhạc nâng cao tâm hồn, là một thứ vô cùng cần thiết trong những lúc khó khăn. Vào thời điểm đó, có một số nam ca sĩ trẻ tham gia cùng ông bằng cách hát nền và chơi trống, trong khi Yusuf là ca sĩ chính và chơi guitar. Họ đã biểu diễn 2 bài hát, cả hai bài đều có phân nửa bằng tiếng Ả Rập, và phân nửa bằng tiếng Anh; "Tala'a Al-Badru Alayna ", một bài hát cũ bằng tiếng Ả Rập mà Yusuf thu lại với giai điệu dân gian trong đó, và bài hát khác,"The Wind East and West", mới được viết bởi Yusuf và có giai điệu đặc trưng R&B khác biệt.
Với những suy nghĩ đó, Yusuf bắt đầu dần dần tích hợp các nhạc cụ vào những bài hát cũ từ thời "Cat Stevens" của mình (một số có những thay đổi nhỏ về ca từ) và các bài hát mới, những bài này đều phổ biến với cộng đồng Hồi giáo trên khắp thế giới và một số bài có sự tinh tế của phương Tây từ trước với trọng tâm về các chủ đề mới và một thế hệ người nghe khác.
Trong một thông cáo báo chí năm 2005, ông giải thích sự nghiệp thu âm hồi sinh của mình:
Sau khi tôi theo đạo Hồi, nhiều người nói tôi hãy tiếp tục sáng tác và thu âm, nhưng lúc đó, tôi đã do dự, vì sợ rằng có thể họ có những lý do không đúng đắn. Tôi đã cảm thấy không chắc rằng phải hành động như thế nào cho phải. Tôi đoán chỉ có bây giờ, sau những năm tháng đó, tôi đã hoàn toàn hiểu và đánh giá cao những gì mọi người đã yêu cầu tôi. Nó giống như tôi đã đi trọn một vòng, tuy nhiên, trong lúc đó tôi đã có được rất nhiều kiến thức về chủ đề này 

Yusuf Islam
Đầu năm 2005, Yusuf phát hành một bài hát mới mang tên "Indian Ocean" (Ấn Độ Dương) nói về thảm họa sóng thần năm 2004. Bài hát này có nhạc sĩ / nhà sản xuất Ấn Độ AR Rahman,tay chơi keyboard Magne Furuholmen và tay trống Neil Primrose của nhóm Travis. Tiền thu của đĩa đơn này sẽ để giúp đỡ trẻ mồ côi ở Banda Aceh, một trong những khu vực bị ảnh hưởng bởi sóng thần tồi tệ nhất, thông qua tổ chức từ thiện Small Kindness của Yusuf. Lúc đầu, ca khúc chỉ được phát hành thông qua một số cửa hàng âm nhạc trực tuyến nhưng sau đó đã được đưa vào album Cat Stevens: Gold. "Tôi đã hiểu đức tin của tôi và chăm sóc gia đình tôi, và tôi phải thực hiện những việc ưu tiên. Nhưng bây giờ tôi đã hoàn thành tất cả và tôi sẽ điền vào một không gian nhỏ trong vũ trụ âm nhạc một lần nữa." 
Ngày 28 tháng 5 năm 2005, Yusuf có một bài phát biểu và biểu diễn tại Gala Adopt-A-Minefield ở Düsseldorf. Tổ chức từ thiện Adopt-A-Minefield, dưới sự bảo trợ của Paul McCartney, hoạt động toàn cầu để nâng cao nhận thức và gây quỹ cho việc tháo gỡ bom mìn và phục hồi các nạn nhân của bom mìn. Yusuf tham gia với tư cách là một phần trong ủy ban danh dự trong đó bao gồm George Martin, Richard Branson, Boutros Boutros-Ghali, Klaus Voormann, Christopher Lee và những người khác.
Giữa năm 2005, Yusuf chơi guitar cho album của Dolly Parton, Those Were The Days, trong ca khúc của ông "Where Do the Children Play" (Bọn trẻ chơi ở đâu?) do bà thu âm (Parton cũng đã hát lại "Peace Train" (Chuyến tàu hòa bình) vài năm trước đó.)
Tháng 5 năm 2006, với dự đoán về album pop mới sắp tới của ông, chương trình BBC1 "Imagine" đã phát sóng một bộ phim tài liệu 49 phút của Alan Yentob mang tên Yusuf: Nghệ sĩ được biết trước đây dưới tên Cat Stevens. Bộ phim tài liệu này có vài bản video clip và phát thanh quý hiếm từ cuối những năm 1960 và 1970, cũng như một cuộc phỏng vấn mở rộng với Yusuf, em trai của ông David Gordon, một số giám đốc điều hành hãng thu, Bob Geldof, Dolly Parton, và những người khác đã phác thảo sự nghiệp của ông từ Cat Stevens, chuyển đổi đạo giáo và xuất hiện như là Yusuf Islam, và sự trở về với âm nhạc trong năm 2006. Có đọan clip ông hát trong phòng thu khi ông thu lại album An Other Cup, cũng như vài trích đoạn năm 2006 quay ông chơi guitar hát vài câu trong những bài hát của Cat Stevens như "The Wind" và "On the Road to Find Out".
Yusuf đã được nhận từ người con trai 21 tuổi của ông Muhammad Islam, cũng là một nhạc sĩ kiêm nghệ sĩ, nhân dịp ông trở về với âm nhạc thế tục, khi người con trai này đem một cây đàn guitar về nhà và Yusuf bắt đầu chơi cây đàn này. Tên chuyên nghiệp Muhammad là Yoriyos và album đầu tay của anh được phát hành vào tháng 2 năm 2007. Yoriyos đã thiết kế đồ họa cho album "An Other Cup" của Yusuf, giống như Cat Stevens đã làm cho album của ông trong những năm 1970.
Bắt đầu từ năm 2006, bài "Tea for The Tillerman" của Cat Stevens đã được sử dụng làm nhạc tựa cho bộ phim sitcom Extras của Ricky Gervais trên BBC-HBO. Một đọan quảng cáo trên truyền hình về quà tặng nhân dịp mùa Giáng sinh của ngành kim cương được phát sóng vào năm 2006 có sử dụng bản cover của Cat Power cho bài "How Can I Tell You". Bài này cũng thường được John Frusciante của nhóm Red Hot Chili Peppers chơi lại trong các buổi biểu diễn.
Tháng 12 năm 2006, Yusuf là một trong những nghệ sĩ biểu diễn tại buổi hòa nhạc giải Nobel Hòa bình ở Oslo, Na Uy, để vinh danh những người đọat giải, Muhammad Yunus và Grameen Bank. Ông đã biểu diễn các bài "Midday (Avoid City After Dark)", "Peace Train", và "Heaven/Where True Love Goes". Ông cũng có một buổi biểu diễn tại thành phố New York cùng tháng đó trong sự kiện Jazz at Lincoln Center, được ghi lại và phát sóng bởi đài phát thanh KCRW-FM, cùng với một cuộc phỏng vấn thực hiện bởi Nic Harcourt. Cùng với ông, như những ngày Cat Stevens xa xưa, chính là Alun Davies, trong vai trò người chơi guitar và hát nền.
Tháng 4 năm 2007, BBC1 phát sóng một buổi biểu diễn tại Hội trường Porchester do Yusuf thực hiện trong một phần của BBC Sessions, đây là buổi diễn trực tiếp đầu tiên của ông tại London sau 28 năm (trước đó là trong buổi hòa nhạc UNICEF "Năm của trẻ em" năm 1979). Ông chơi một số bài hát mới cùng với một số bài cũ như "Father and Son", "The Wind", "Where Do the Children Play", "Don’t Be Shy", "Wild World", và "Peace Train".
Tháng 7 năm 2007, ông biểu diễn tại một buổi hòa nhạc tại Bochum, Đức, nhằm ủng hộ trung tâm Hòa Bình của Đức Tổng Giám mục Desmond Tutu ở Nam Phi và Quỹ Milagro của Deborah và Carlos Santana. Khán giả bao gồm người đoạt giải Nobel Mikhail Gorbachev, Desmond Tutu và các nhân vật nổi tiếng thế giới khác. Sau đó ông xuất hiện cuối cùng trong chương trình German leg of Live Earth ở Hamburg, biểu diễn một số bài kinh điển của Cat Stevens và các tác phẩm mới phản ánh mối quan tâm của ông về hòa bình và phúc lợi cho trẻ em. Phần biểu diễn của ông bao gồm ca khúc "Saturn" của Stevie Wonder, "Peace Train", "Where Do the Children Play?", "Ruins", và "Wild World". Ông biểu diễn tại buổi hòa nhạc Peace One Day tại Royal Albert Hall vào ngày 21 tháng 9 năm 2007. Năm 2008, Yusuf đã đóng góp bài "Edge of Existence" vào album từ thiện Songs for Survival, nhằm hỗ trợ tổ chức nhân quyền địa phương có tên gọi Survival International.
Tháng 1 năm 2009, Yusuf phát hành một ca khúc từ thiện để giúp đỡ các trẻ em ở dải Gaza. Ông đã thu lại một bài hát của George Harrison "The Day the World Gets Round", cùng với tay bass người Đức Klaus Voorman, người trước đây hợp tác với The Beatles. Yusuf nói rằng tất cả tiền thu được từ bài hát sẽ được tặng cho cơ quan Liên Hợp Quốc về người tị nạn Palestine, UNRWA, và tổ chức phi lợi nhuận Save the Children để chuyển đến giúp đỡ người dân Gaza. Lãnh sự Israel,David Saranga, đã chỉ trích Yusuf vì ông không cống hiến bài hát cho tất cả trẻ em là nạn nhân của bạo lực, bao gồm cả trẻ em Israel.

### 2006: An Other Cup
Tháng 3 năm 2006, Yusuf đã hoàn thành thu âm album pop mới đầu tiên của ông kể từ năm 1978. Album này, An Other Cup, đã được phát hành quốc tế trong tháng 11 năm 2006 bằng nhãn hiệu riêng của ông, Ya Records (phân phối ở Anh bởi Polydor Records và quốc tế bởi Atlantic Records) - kỷ niệm lần thứ 40 của album đầu tiên của mình, Matthew and Son. Đồng thời, đĩa đơn mang tên 'Heaven/Where True Love Goes cũng được phát hành. Album được sản xuất với Rick Nowels, người đã làm việc với Dido và Rod Stewart. Tên nghệ sĩ biểu diễn được ghi là "Yusuf", với một cái nhãn ghi ông là "nghệ sĩ mà trước đây được gọi là Cat Stevens". Đồ họa của album được ghi là do Yoriyos. Yusuf đã viết tất cả các bài hát trong album ngoại trừ bài "Don’t Let Me Be Misunderstood, và thu âm bài này tại Mỹ và Anh.
Yusuf đã tích cực quảng bá cho album này, ông xuất hiện trên truyền hình, phát thanh, trong các cuộc phỏng vấn trên báo giấy. Tháng 11 năm 2006, ông nói với BBC, "Chính tôi đó, vì vậy sẽ như thế là tất nhiên... Đây là sự thực.... Khi con trai tôi đem cây guitar trở lại nhà, bạn biết đấy, đó chính là bước ngoặt. Mang đến vô vàn những ý tưởng mới và tôi nghĩ rằng sẽ có rất nhiều người sẽ kết nối với âm nhạc của tôi."  Thoạt tiên, Yusuf chỉ bắt đầu trở lại với guitar acoustic như ông đã thường làm trong quá khứ, nhưng con trai ông đã khuyến khích ông "thử nghiệm", mà kết quả trong việc mua cây Fender Stratocaster (một loại guitar điện) của cố ca sĩ Stevie Ray Vaughan  in 2007. vào năm 2007.
Cũng trong tháng 11 năm 2006, tạp chí Billboard đã tò mò hỏi ông tại sao ông hay ghi tên đầu tiên của mình, "Yusuf" chứ không phải là "Yusuf Islam" (trong tiếng Anh, chữ "Islam" còn có nghĩa là "Hồi giáo" hoặc là "người theo Hồi giáo"). Câu trả lời của ông là: "Bởi vì "Islam" không cần phải được viết thành 1 thương hiệu. Chữ thứ hai trong tên là một cái thẻ chính thức, nhưng bạn gọi một người bạn bằng tên đầu tiên của họ. Nó thân mật hơn, và với tôi đó là thông điệp của cái tên này." Đối với câu hỏi lý do tại sao các album thường ghi rằng "nghệ sĩ trước đây được gọi là Cat Stevens", ông trả lời, "Đó là cái tên mà hầu hết mọi người đã quen thuộc, vì mục đích nhận biết thì tôi không từ chối. Đối với nhiều người, nó nhắc họ về một cái gì đó họ muốn lưu giữ. Cái tên đó là một phần lịch sử của tôi và rất nhiều điều tôi mơ ước khi còn là Cat Stevens nay đã trở thành sự thật với Yusuf Islam ".
Tờ báo định kỳ Das Magazin Thụy Sĩ đã hỏi Yusuf lý do tại sao tựa của album là An Other Cup, chứ không phải là "Another Cup". Câu trả lời của ông là album mang tính đột phá của mình, Tea for the Tillerman năm 1970, được trang trí bằng bức tranh của Yusuf vẽ một nông dân ngồi với một tách (tiếng Anh là "cup") nước uống bốc khói trên đất. Yusuf nhận xét rằng hai thế giới "sau đó, và bây giờ, là rất khác nhau". Album mới của ông, trên bìa chỉ có một tách bốc khói duy nhất. Câu trả lời của ông là thực sự đó là một cái tách khác, một cái gì đó rất khác, một cầu nối giữa Đông và Tây, mà Yusuf giải thích là nhận thức của riêng mình. Ông nói thêm rằng, "Người phương Tây có thể có một cái nhìn thoáng qua về phương Đông và người phương Đông, có một số hiểu biết về phương Tây. Cái tách này cũng vậy, nó quan trọng; nó là nơi gặp gỡ, một điều có thể được chia sẻ" 
Trong chương trình Sunday Morning của CBS vào tháng 12 năm 2006, ông nói, "Bạn biết đấy, cái tách ở đó để được đổ đầy... bằng bất cứ điều gì bạn muốn đổ vào nó. Đối với những người đang muốn tìm Cat Stevens, họ có thể sẽ tìm thấy anh ta trong đĩa này. Nếu bạn muốn tìm [Yusuf] Islam, hãy vào sâu hơn, bạn sẽ tìm thấy anh ta ".
Yusuf đã mô tả album này là "sản xuất vượt mức" và An Other Cup là một trở ngại cần thiết mà ông phải vượt qua nếu trước để ông có thể phát hành album mới của mình, Roadsinger.

### 2009-nay: Roadsinger, xuất hiện và tour lưu diễn
Tháng 1 năm 2009, Yusuf đã thu âm một bài hát của George Harrison, "The Day the World Gets 'Round", phối hợp với Klaus Voormann. Tiền thu được từ đĩa đơn này được tặng cho một tổ chức từ thiện để giúp đỡ những người ở Gaza, miền đất bị tàn phá vì chiến tranh. Để quảng bá đĩa đơn mới, Voormann đã thiết kế lại bìa album nổi tiếng Revolver của Beatles, bằng cách vẽ một bức tranh có chính mình cùng với Cat Stevens lúc còn trẻ và Harrison.

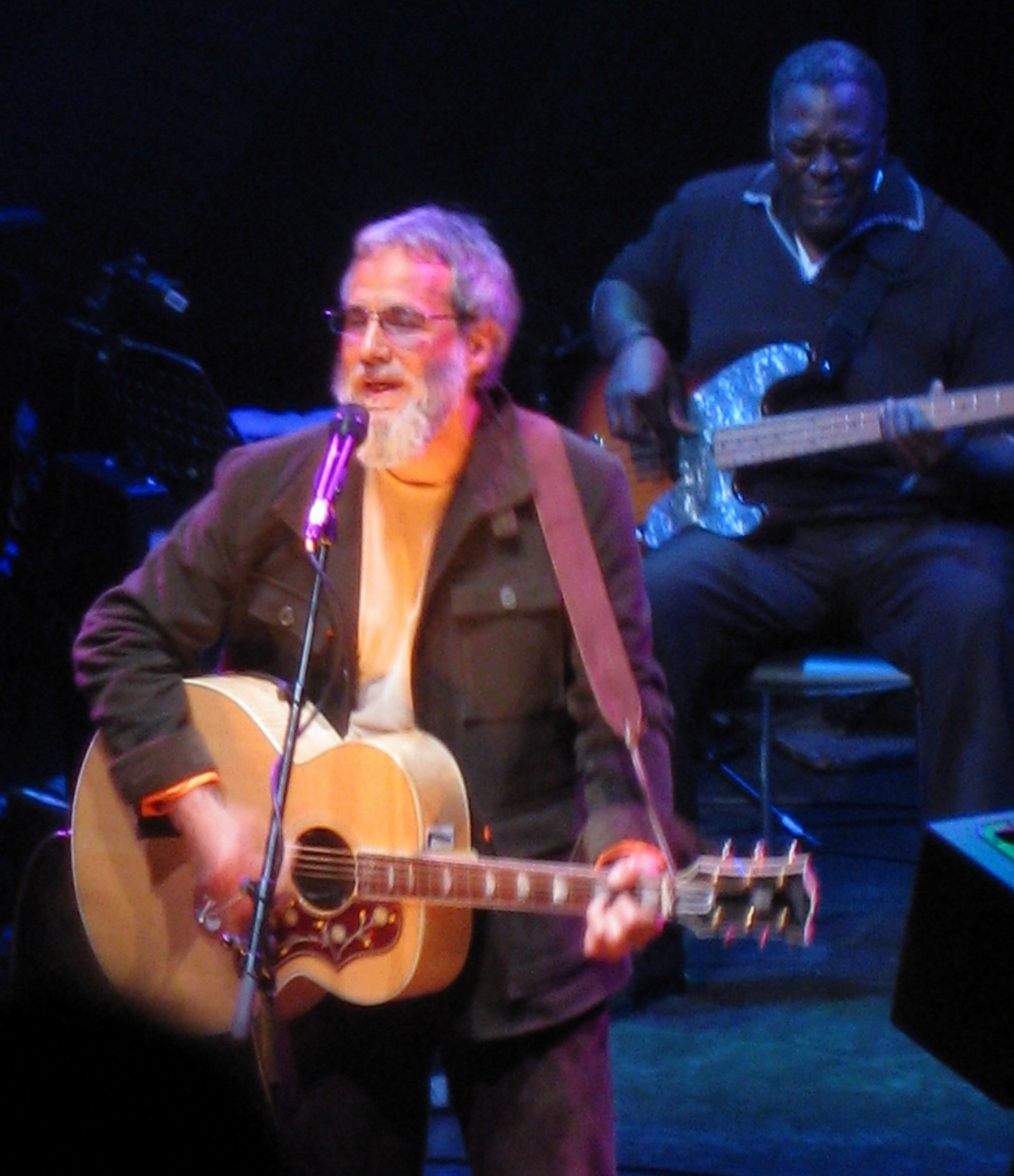
Performance ngày 28 tháng 5 năm 2009 at Shepherds Bush Empire, London for Island Records' 50th Anniversary

Một album nhạc pop mới, Roadsinger, được phát hành vào ngày 05 tháng 5 năm 2009. Ca khúc chủ đề, "Thinking 'Bout You", được phát lần đầu trên một chương trình của BBC vào ngày 23 tháng 3 năm 2009. Không giống như An Other Cup, Yusuf đã quảng bá album mới bằng cách xuất hiện trên truyền hình Mỹ cũng như Anh. Ông xuất hiện trên Chris Isaak Hour trên mạng A&E vào tháng 4 năm 2009, hát live những bài hát mới của mình, "World O’Darkness", "Boots và Sand", và "Roadsinger". Vào ngày 13 tháng 5, ông xuất hiện trong chương trình The Tonight Show with Jay Leno tại Los Angeles, vào ngày 14 tháng 5, trong chương trình The Colbert Report ở New York, biểu diễn bài hát chủ đề trong album Roadsinger. Vào ngày 15 tháng 5, ông xuất hiện trên Late Night with Jimmy Fallon, biểu diễn Boots and Sand và Father and Son. Ngày 24 tháng 5, ông xuất hiện trên The Andrew Marr Show của BBC, trong đó ông trả lời phỏng vấn và biểu diễn ca khúc chủ đề của Roadsinger. Ngày 15 tháng 8, ông là khách mời tại festival Fairport Cropredy hàng năm của Fairport Convention, tại đây ông biểu diễn 5 bài hát cùng với Alun Davies, với Fairport Convention là ban nhạc đệm của mình.
Trên trang web của ông đã công bố một chuyến lưu diễn vòng quanh thế giới để quảng cáo cho album mới. Ông đã lên kế hoạch biểu diễn tại 1 buổi hòa nhạc chỉ dành cho khách mời tại Highline Ballroom của New York vào ngày 3 tháng 5  và sẽ tiếp tục ở Los Angeles, Chicago, Toronto, cũng như một số nước châu Âu sẽ được công bố. Tuy nhiên, sự xuất hiện tại New York đã bị hoãn do các vấn đề liên quan đến visa của ông. Vào tháng 5 năm 2009, ông đã xuất hiện tại buổi hòa nhạc kỷ niệm 50 năm của Island Records ở London. Tháng 11 và tháng 12 năm 2009, Yusuf đã tiến hành chuyến lưu diễn "Guess I’ll Take My Time Tour" trong đó giới thiệu vở nhạc kịch Moonshadow của mình. 
Chuyến lưu diễn này đã đưa ông đến Dublin, tại đây ông đã được đón tiếp với nhiều cảm xúc lẫn lộn, sau đó ông cũng đã nhận được sự đón tiếp tương tự ở Birmingham và Liverpool, mà đỉnh cao là một buổi biểu diễn đầy tình cảm tại Royal Albert Hall ở London. Tháng 6 năm 2010, ông đi lưu diễn ở Úc lần đầu tiên trong 36 năm, và lưu diễn lần đầu tiên ở New Zealand.
Ngày 30 tháng 10, năm 2010, Yusuf xuất hiện tại chương trình Rally to Restore Sanity and/or Fear của Jon Stewart và Stephen Colbert ở Washington DC, ông đã hát cùng Ozzy Osbourne. Yusuf biểu diễn bài "Peace Train" và Ozzy biểu diễn "Crazy Train" cùng lúc, tiếp theo phần biểu diễn của The O'Jays với bài "Love Train".
Ngày 2 tháng 3, năm 2011, Yusuf phát hành bài hát mới nhất của ông, "My People", bài này được cho download miễn phí thông qua trang web chính thức của ông, cũng như trên nhiều cửa hàng trực tuyến khác. Bài này được cho là đã thu tại một studio cách khoảng một trăm dặm từ Bức tường Berlin, và lấy cảm hứng từ các cuộc nổi dậy phổ biến trong thế giới Ả Rập.
Ngày 1 tháng 4 năm 2011, Yusuf đã giới thiệu một trang web lưu diễn mới (yusufinconcert.com) để kỷ niệm chuyến lưu diễn châu Âu đầu tiên của mình sau hơn 36 năm, dự kiến từ ngày 7 tháng 5 đến ngày 2 tháng 6 năm 2011. Tour diễn 10 ngày sẽ đi qua Đức, Pháp, Hà Lan, Áo, Bỉ, và thành phố như Stockholm, Hamburg, Oberhausen, Berlin, Munich, Rotterdam, Paris, Mannheim, Vienna và Brussels.
Tháng 5 năm 2012, Moonshadow, một vở nhạc kịch mới của Yusuf, nêu bật âm nhạc trong suốt toàn bộ sự nghiệp của ông, sẽ diễn ra tại Nhà hát Công chúa ở Melbourne, Australia. Công chúng có thể đăng ký trên trang web của vở nhạc kịch này (www.moonshadowthemusical.com.au) để nhận tin tức và thông tin cập nhật, bao gồm cả thông tin cập nhật về vé bán. Theo trang web của Nhà hát, "Thông qua những bài hát và âm nhạc được nhiều người yêu thích [của Yusuf], Moonshadow sẽ đưa khán giả vào 1 cuộc hành trình đáng kinh ngạc với câu chuyện huyền diệu của một người đàn ông trẻ và cuộc đấu tranh ánh trăng của anh ta chống lại những thế lực đen tối đang tới và tìm kiếm sự hạnh phúc vĩnh cửu ".

## Giải thưởng

### Các giải thưởng từ thiện và nhân đạo
- 2003 World Award also known as the "World Social Award" for "humanitarian relief work helping children and victims of war".[118]
- 2004 Man for Peace Award presented by Mikhail Gorbachev for his "dedication to promote peace, the reconciliation of people and to condemn terrorism", the ceremony was held in Rome, Italy and attended by five Nobel Peace Prize laureates.
- (2005) Honorary Doctorate by the University of Gloucestershire for services to education and humanitarian relief.[119]
- ngày 4 tháng 1 năm 2007, The Mediterranean Prize for Peace in Naples, Italy. The award was received "as a result of the work he has done to increase peace in the world."[120]
- ngày 10 tháng 7 năm 2007, honorary doctorate (LLD) by the University of Exeter, in recognition of "his humanitarian work and improving understanding between Islamic and Western cultures".[121][122]
- ngày 6 tháng 11 năm 2009, Special Achievement Award of the German Sustainability Award.

### Những giải thưởng âm nhạc và sự công nhận
- 2005 Nominated for induction into the Rock and Roll Hall of Fame[123]
- ngày 20 tháng 10 năm 2005, ASCAP named Songwriter of the Year and Song of the Year for "The First Cut Is the Deepest"[4]
- ngày 8 tháng 6 năm 2006, listed as number 49 in Paste magazine's "100 Best Living Songwriters"[124]
- ngày 11 tháng 10 năm 2006, awarded Songwriter of the Year for the second year running, for the same song "The First Cut Is the Deepest"[125]
- ngày 25 tháng 3 năm 2007, received the German ECHO "special award for life achievements as musician and ambassador between cultures", Europe's Grammy, in Berlin[84]
- 2008 Nominated for induction into the Songwriters Hall of Fame[126]

## Danh sách đĩa nhạc
(includes Yusuf discography)